# Chrysso argyrodiformis
Chrysso argyrodiformis là một loài nhện trong họ Theridiidae.
Loài này thuộc chi Chrysso. Chrysso argyrodiformis được Takeo Yaginuma miêu tả năm 1952.